# Соболев, Константин Андреевич
Константин Андреевич Соболев (1923, деревня Толстухино, Новосибирская область — 1972, посёлок Очхамури, Кобулетский район, Аджарская АССР, Грузинская ССР) — рабочий Очхамурского совхоза имени Сталина Министерства сельского хозяйства СССР, Кобулетский район, Аджарская АССР, Грузинская ССР. Герой Социалистического Труда (1950).

## Биография
Родился в 1923 году в крестьянской семье в деревне Толстухино Новосибирской области. В 1939 году вместе с родителями переехала в село Очхамури Кобулетского района. После окончания неполной средней школы трудился в сельском хозяйстве до призыва в Красную Армию в 1942 году по мобилизации. Участвовал в Великой Отечественной войне. Воевал разведчиком-наблюдателем в составе управления 1-го дивизиона 148-й армейской пушечно-артиллерийской бригады. Получил два ранения. За образцовое выполнение боевых заданий был награждён Орденом Красной Звезды.
После демобилизации возвратился в Очамхури, где стал трудиться на чайной плантации Очамхурского совхоза имени Сталина (с 1961 года — имени XXII съезда КПСС) Кобулетского района, директором которого был Иван Самсонович Путуридзе. За выдающиеся трудовые достижения по итогам работы в 1948 году награждён Орденом Ленина.
В 1949 году собрал 6461 килограмма зелёного чайного листа на участке площадью 0.5 гектара. Указом Президиума Верховного Совета СССР от 31 июля 1950 года удостоен звания Героя Социалистического Труда за "получение высокого урожая сортового зелёного чайного листа и цитрусовых плодов в 1949 году с вручением ордена Ленина и золотой медали «Серп и Молот» (№ 5287).
Этим же указом званием Героя Социалистического Труда были награждены труженики совхоза имени Сталина чаеводы Татьяна Алексеевна Шевелёва, Пелагея Евдокимовна Лысова, Марфа Николаевна Стоякина и Раиса Васильевна Юртаева.
За выдающиеся трудовые достижения в чаеводстве по итогам 1950 года награждён третьим Орденом Ленина.
С начала 1950-х годов — бригадир в этом же совхозе. Неоднократно участвовал в работе Всесоюзной выставки ВДНХ.
После выхода на пенсию проживал в посёлке Очамхури. Умер в 1972 году.
Награды
- Герой Социалистического Труда
- Орден Ленина — трижды (05.07.1949; 1950; 27.07.1951)
- Орден Красной Звезды (17.11.1944)
- Медали ВДНХ.